# 八王子市立椚田中学校

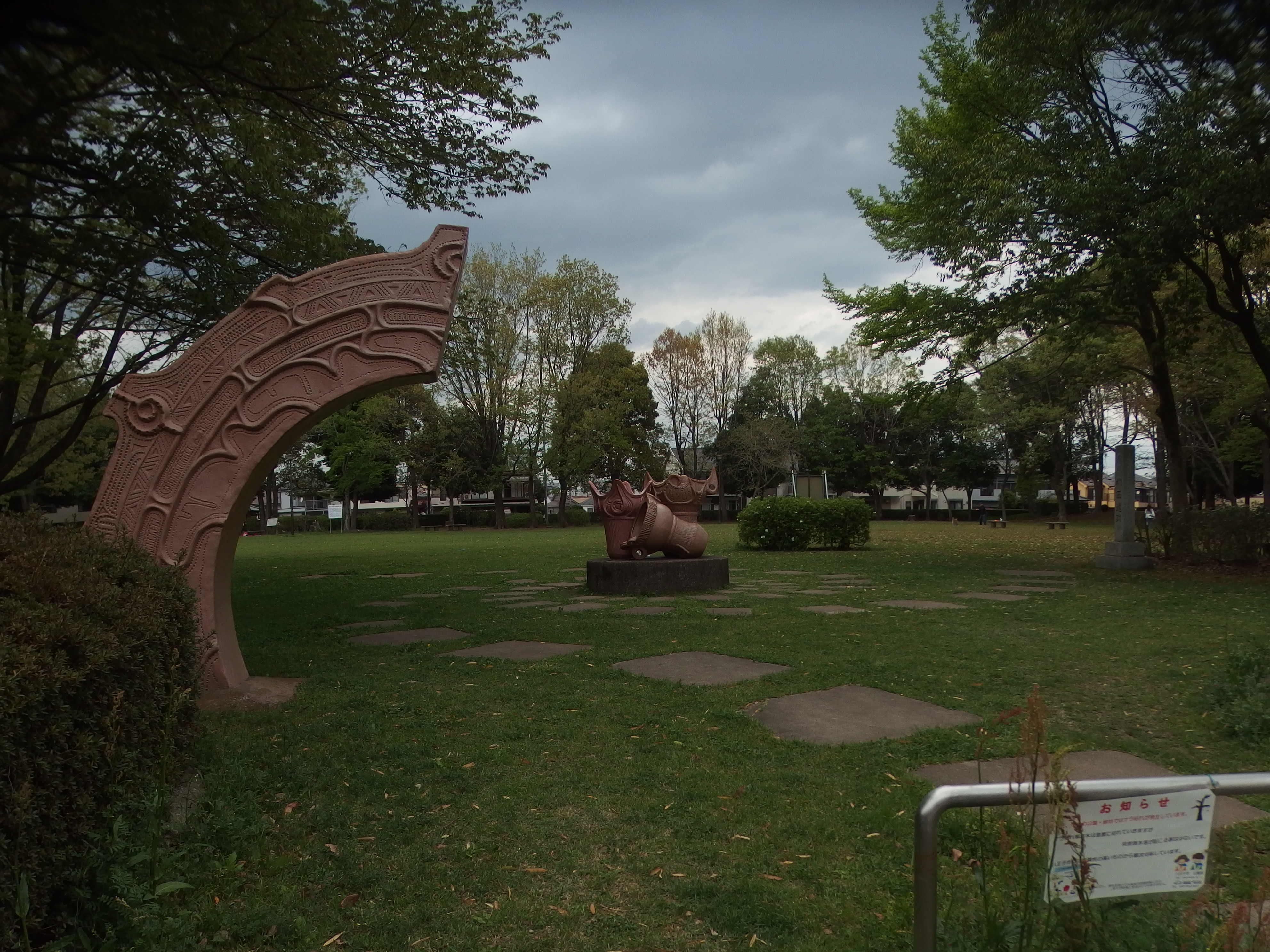
椚田遺跡公園（2023年4月）

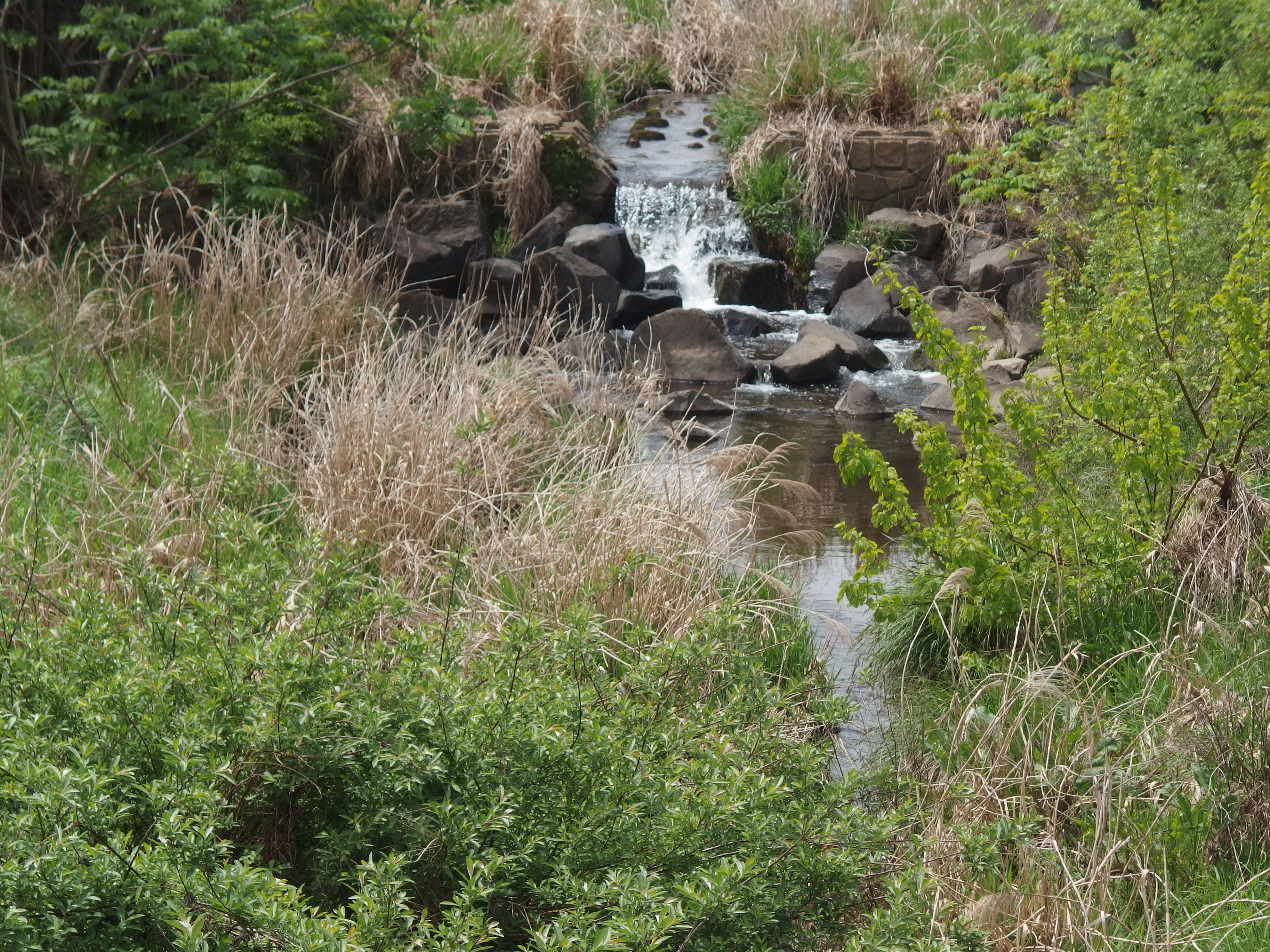
湯殿川（田中橋近傍、2023年4月）

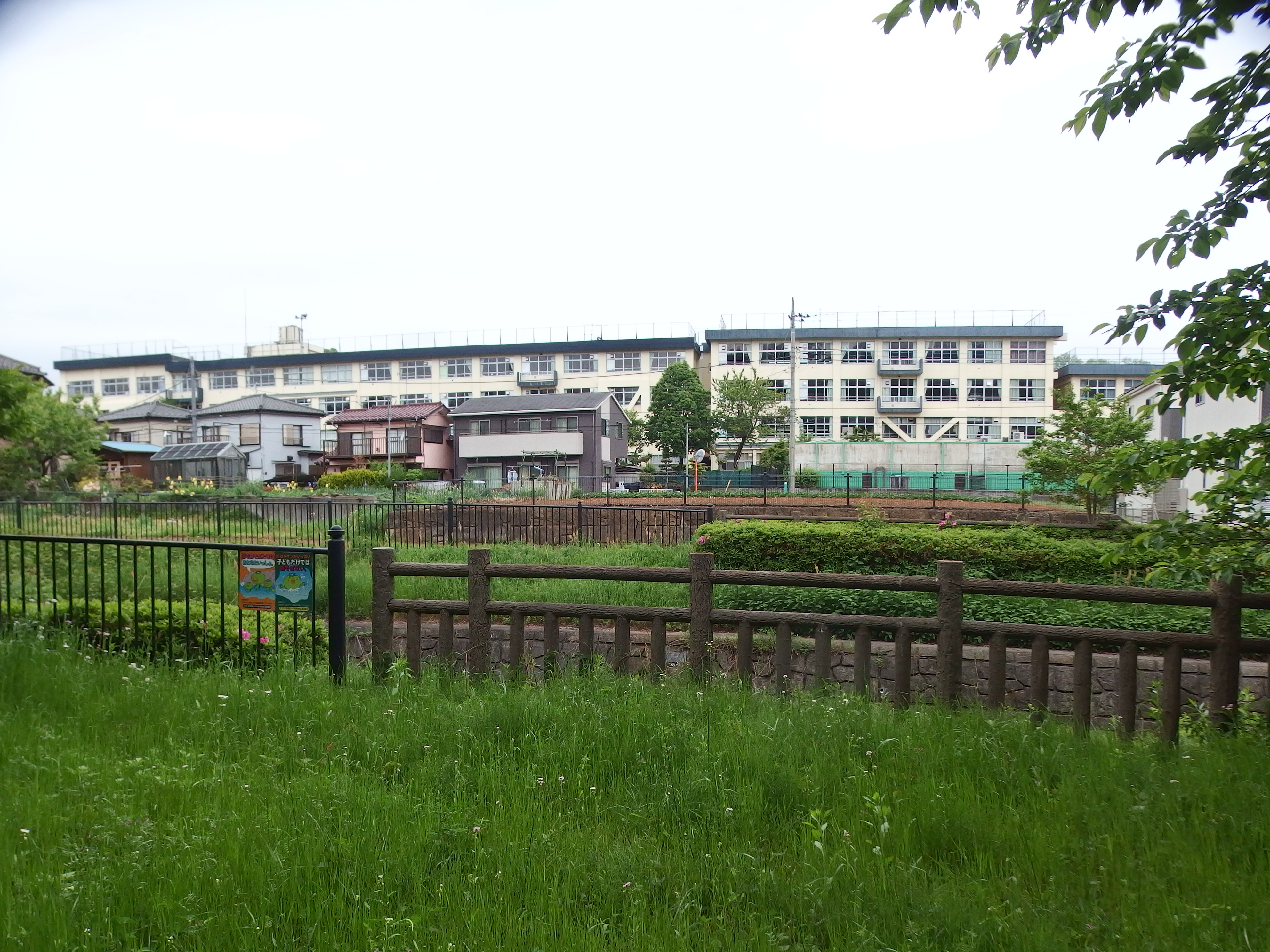
全景（2023年4月）

八王子市立椚田中学校（はちおうじしりつ くぬぎだちゅうがっこう）は、東京都八王子市椚田町にある市立中学校。

## 概要
本校は八王子市南部に位置し、美しい緑の里山と初夏にはほたる飛び交う清冽な湯殿川が流れる自然豊かで、遠く縄文時代の昔から数千年にわたり自然と共生しながら人々が暮らしてきた土地にある。開校以来46年の歴史ある中学校である

### 学級規模
生徒数は1学年177名、2学年179名、3学年179名、合計535名である（2019年1月1日現在）。
八王子市立中学校38校の中では、八王子市立石川中学校、八王子市立七国中学校、八王子市立みなみ野中学校、八王子市立第七中学校につぎ生徒数が多い。

### 小中一貫教育の推進
『令和4年度小中一貫教育推進計画』に基づき、椚田中学校グループとして、八王子市立横山第一小学校、八王子市立緑が丘小学校、八王子市立椚田小学校と小･中相互の教員を交換して出前授業を実施し､小･中の連携を深めている。

## 沿革
- 1978年（昭和53年）4月1日 - 八王子市立横山中学校を母体として椚田中学校開校。
- 1980年（昭和55年）3月31日 - 東校舎増築完成。
- 1986年（昭和61年）9月1日 - 東側に新校舎増築完成。

## 教育目標
- 進んで学習する人になろう
- 仕事に精を出す人になろう
- 心身共に健康で思いやりのある人になろう

## 学区
八王子市は全域で学校選択制（一部を除く）を採用しているが、大船町（全域）、寺田町、椚田町、めじろ台二丁目三丁目（全域）、山田町、館町、狭間町（タウンズ八王子）、小比企町など、八王子市立椚田小学校、八王子市立横山第一小学校、八王子市立館小学校、八王子市立緑が丘小学校の卒業者が多い。

## アクセス
- 中央本線八王子駅（南口）より京王高尾線めじろ台駅行の京王バスに乗車。「大巻観音・館事務所」下車徒歩1分

## 著名な出身者
- 小倉順平 - ラグビー選手
- 若林学歩 - サッカー選手